# Cristina García
Cristina García (L'Avana, 4 luglio 1958) è una scrittrice e giornalista statunitense d'origine cubana.

## Biografia
Nata a L'Avana nel 1958 da Frank M. e Hope Lois Garcia ed emigrata negli Stati Uniti nel 1960, ha conseguito un B.A. nel 1979 e un M.A. all'Università Johns Hopkins due anni dopo.
Nel 1992 ha esordito nella narrativa con Questa notte ho sognato in cubano, saga familiare della famiglia cubano-americana Del Pino dagli anni '30 agli anni '80, arrivando in finale al National Book Award per la narrativa.
Autrice di altri 10 romanzi, una raccolta di liriche e un saggio, con la seconda opera, Le sorelle Agüero, ha ottenuto il Premio Janet Heidinger Kafka nel 1997.

## Opere

### Romanzi
- Questa notte ho sognato in cubano (Dreaming in Cuban, 1992), Milano, Anabasi, 1993 traduzione di Valeria Viganò ISBN 88-417-1013-6.
- Le sorelle Agüero (The Aguero Sisters), Milano, Mondadori, 1997 traduzione di Cristina Stella ISBN 88-04-42524-5.
- The Golden Mage (1998)
- Mille anni del mio sangue (Monkey Hunting), Milano, Mondadori, 2003 traduzione di Ennio Valentino ISBN 88-04-51180-X.
- A Handbook to Luck (2007)
- The Dog Who Loved the Moon (2008)
- I Wanna Be Your Shoebox (2008)
- The Lady Matador's Hotel (2010)
- Dreams of Significant Girls (2011)
- King of Cuba (2013)
- Here in Berlin (2017)

### Raccolte di poesie
- The Lesser Tragedy of Death (2010)

### Saggi
- Cars of Cuba (1995)

## Premi e riconoscimenti
- National Book Award per la narrativa: 1992 finalista con Questa notte ho sognato in cubano
- Premi Whiting: 1996 vincitrice nella sezione "Narrativa"[6]
- Premio Janet Heidinger Kafka: 1997 vincitrice con Le sorelle Agüero
- Guggenheim Fellowship: 1994[7]